# Ліхтарна акула африканська
Ліхтарна акула африканська (Etmopterus polli) — акула з роду Ліхтарна акула родини Ліхтарні акули. Інша назва «ліхтарна акула Поллі».

## Опис
Загальна довжина сягає 30 см. Голова велика, її ширина майже дорівнює довжині морди. Очі великі, овальні, очний розріз витягнутий. За ними розташовані помірні бризкальця. У неї 5 пар відносно довгих зябрових щілин, довше за бризкальця та складає 1/3 ока. Тулуб помірно щільний, кремезний. Має 2 спинних плавцями з колючими шипиками. Відстань від кінчика носа до переднього плавця дорівнює відстані між плавцями. Передній плавець розташовано між грудними та черевними плавцями. Задній плавець та його шип трохи більше за передній та його шип. Відстань від основи черевних плавців до хвостового плавця дорівнює відстані від кінчика носа до зябрових щілин. Хвіст відносно довгий. Хвостовий плавець довгий, верхня лопать дорівнює довжині голови. Анальний плавець відсутній. Шкіряна луска з тонкими гакоподібними та конічними коронками, розкидана широко, неправильними рядками.
Забарвлення спини та боків темно-сіре, черево та нижня сторона голови має чорнуватий колір. Вище, спереду та позаду черевних плавців, уздовж осі й на основі хвостового плавця є подовжені чорні смуги.

## Спосіб життя
Тримається на глибині від 280 до 1000 м. Зустрічається на шельфових схилах. Полює переважно біля дна. Активна вночі. Живиться кальмарами, креветками, крабами, дрібною рибою.
Статева зрілість у самиць настає при розмірі 23 см. Це яйцеживородна акула. Самиця народжує 4-5 акуленят.
Є об'єктом риболовлі місцевих мешканців.

## Розповсюдження
Мешкає вздовж західного узбережжя Африки — від Гвінеї-Бісау до Анголи.